# Бодри (станция метро)
Бодри́ (фр. Beaudry) — станция зелёной линии Монреальской скоростной транзитной системы метрополитена, управляемой Транспортным обществом Монреаля (Société de transport de Montréal, STM). Расположена в монреальском гей-квартале Лё Виляж, части Южно-центрального округа в боро Виль-Мари, в самом крупном городе канадской провинции Квебек. Открытие станции состоялось 21 декабря 1966 года.

## Описание
Станция построена по проекту Адальберта Никлевича, отличается наличием движущихся пешеходных дорожек, единственных в монреальском метрополитене. По этим наклонным дорожкам пассажиры проходят расстояние между бульваром Де Мэзоннёв (фр. De Maisonneuve Boulevard) и улицей Святой Екатерины (фр. rue Sainte-Catherine).
Стены павильона, кассового зала, перехода к платформам были заново облицованы светло-синим шифером и плитками из нержавеющей стали. Платформа была облицована кафельной плиткой кремово-коричневого цвета, но после реконструкции 1999 года на части стен её заменили на кафель синего цвета и плитки из нержавеющей стали.

## Архитектура и декор
Станция была обновлена и частично поменяла своё декоративное оформление по программе Réno-Métro в 1999 году. Создан новый увеличенный вход на станцию из стекла, над дверью появились колонны, раскрашенные в цвета радужного флага. Новое символическое оформление объясняется тем, что станция находится в монреальском гей-квартале Лё Виляж (фр. Le Village (Montreal)).

## Происхождение названия
Станция названа по улице Бодри и находится на перекрестке с улицей Святой Екатерины (Сент-Катрин). Пьер Бодри (1774—1848) — землевладелец, павильон метро построен на его бывших владениях, также он передал землю для постройки церкви Святого апостола Петра (Saint-Pierre-Apôtre).